# Гурсахаигандж
Гурсахаигандж (англ. Gursahaiganj) — город на севере Индии, в штате Уттар-Прадеш, в округе Каннаудж.

## География
Город находится к югу от реки Кали, на высоте 145 метров над уровнем моря.

## Демография
По данным официальной переписи 2001 года численность населения города составляла 35 752 человека, из них 18 943 мужчины и 16 809 женщин. Уровень грамотности населения города составляет 50 %, что ниже, чем средний по стране показатель 59,5 %. Уровень грамотности среди мужчин — 57 %, среди женщин — 43 %. Доля лиц в возрасте младше 6 лет — 17 %.

## Транспорт
Через Гурсахаигандж проходит национальное шоссе № 91, соединяющее Дели с Канпуром. Имеется железнодорожная станция.